# Pecke
Pecke (horvátul: Pecka) falu Horvátországban, Sziszek-Monoszló megyében. Közigazgatásilag Topuszkához tartozik.

## Fekvése
Sziszektől légvonalban 47, közúton 63 km-re délnyugatra, községközpontjától légvonalban 9, közúton 14 km-re nyugatra, az úgynevezett Báni-végvidéken, a Kordun területén, a Petrova gora keleti lejtőin fekszik. Három fő településrésze Mala Pecka, Velika Pecka és Prikozmić.

## Története
Területe a 11. század végétől magyar-horvát királyok uralma alatt volt. 1097-ben a település felett fekvő Petrova gora hegységben vívott csatában győzte le Könyves Kálmán serege Svačić Pétert az utolsó horvát királyt. A hagyomány szerint a hegység neve is az ő emlékét őrzi. A 13. század elején a közeli Topuszkán II. András magyar király cisztercita apátságot alapított. A 16. században ezt a vidéket is egyre többször érték török támadások, majd 1556-ban az Oszmán Birodalom több évszázadra megszállta a területét. A karlócai békével ez a terület is felszabadult a török megszállás alól, majd a Katonai határőrvidék része lett. A 17. század végétől a hódoltsági területekről nagy számú szerb lakosság érkezett és telepedett le itt végleg. A katonai közigazgatás 1881-ig tartott. Ezután Zágráb vármegye Vrginmosti járásának része volt. A településnek 1857-ben 639, 1910-ben 616 lakosa volt. 1918-ban a Szerb-Horvát-Szlovén Királyság, majd 1929-ben Jugoszlávia része lett. A lakosság  szerb nemzetiségű volt.
1941 és 1945 között a falu a Független Horvát Állam része volt. A szerb lakosságból sokan csatlakoztak a partizán egységekhez. A helyi partizánosztag 1941. augusztus 10-én alakult meg a falutól 1 km-re az erdőben. 1941. szeptemberében az usztasa erők az egész falut felgyújtották és lerombolták. Csak az erdőben megbúvó néhány ház menekült meg. Szeptember 13. és 17. között 43 helyi lakost, egész családokat öltek meg, majd 1942 májusában a Petrova gora területén újabb 111 helyi lakos esett a megtorló akciók áldozatává. A háború négy éve alatt a harcokban és a megtorlások során 289 peckei lakos esett el, illetve esett áldozatul. A háború összes halálos áldozatainak száma pedig 333 volt. A délszláv háború idején 1991-ben a település lakossága a szerb erőket támogatta. A horvát hadsereg a Vihar hadművelet keretében 1995. augusztus 7-én foglalta el települést. A szerb lakosság elmenekült és csak nagyon kevesen tértek vissza. A háború után elkezdődött az újjáépítés, de a házak legnagyobb része ma is rom. Az élet úgy-ahogy normalizálódott. Az egykor népes településnek 2011-ben mindössze 27 lakosa volt.

## Lakosság
| Lakosság változása | Lakosság változása | Lakosság változása | Lakosság változása | Lakosság változása | Lakosság változása | Lakosság változása | Lakosság változása | Lakosság változása | Lakosság változása | Lakosság változása | Lakosság változása | Lakosság változása | Lakosság változása | Lakosság változása | Lakosság változása |
| ------------------ | ------------------ | ------------------ | ------------------ | ------------------ | ------------------ | ------------------ | ------------------ | ------------------ | ------------------ | ------------------ | ------------------ | ------------------ | ------------------ | ------------------ | ------------------ |
| 1857               | 1869               | 1880               | 1890               | 1900               | 1910               | 1921               | 1931               | 1948               | 1953               | 1961               | 1971               | 1981               | 1991               | 2001               | 2011               |
| 639                | 624                | 591                | 694                | 718                | 616                | 632                | 695                | 669                | 719                | 627                | 495                | 323                | 237                | 43                 | 27                 |

(1857-ben Cernipotok lakosságával együtt.)

## Nevezetességei
- A nemzeti felszabadító háború emlékműve 256 helyi áldozat és 44 elesett harcos emlékére.
- Háborús emlékmű az iskola udvarán.
- Emlékmű a település felett az erdőben. Ezen a helyen alakult meg a peckei partizánosztag 40 fővel 1941. augusztus 10-én.